# NGC 4868
NGC 4868 (również PGC 44557 lub UGC 8099) – galaktyka spiralna (Sab), znajdująca się w gwiazdozbiorze Psów Gończych. Odkrył ją William Herschel 17 marca 1787 roku.